# Freeek!
Freeek! is een nummer van de Britse zanger George Michael. Het nummer werd uitgebracht als eerste single van zijn voorlopig laatste studioalbum Patience. Hoewel de single al uitkwam in 2002, verscheen het album pas in 2004.

## Achtergrondinformatie
In Spanje, Portugal, Denemarken en Italië werd Freeek! Michaels eerste nummer 1-hit sinds Careless Whisper uit 1984. In Nederland kwam het nummer tot een achtste plek in de Nederlandse Top 40. In het nummer is Michael geheel geobsedeerd door de seksualiteit die een vrouw kan uitstralen. Hij biedt zich aan als seksuele partner (seksual freak), zodat hij zijn behoeften kan bevredigen.
In het nummer zijn samples te horen van Try Again (Aaliyah), Breath & Stop (Q-Tip) en NT (Kool & The Gang).
Het begin van de videoclip is geïnspireerd door het Los Angeles zoals dat op een futuristische manier te zien is in de film Blade Runner. In de rest van de clip is Michael te zien, omringd door een aantal sensueel kijkende vrouwen. Allen zijn gekleed in leren pakken.

## Hitnotering
| Freeek! in de Nederlandse Top 40 - binnen: 23 maart 2002 | Freeek! in de Nederlandse Top 40 - binnen: 23 maart 2002 | Freeek! in de Nederlandse Top 40 - binnen: 23 maart 2002 | Freeek! in de Nederlandse Top 40 - binnen: 23 maart 2002 | Freeek! in de Nederlandse Top 40 - binnen: 23 maart 2002 | Freeek! in de Nederlandse Top 40 - binnen: 23 maart 2002 | Freeek! in de Nederlandse Top 40 - binnen: 23 maart 2002 |
| Week                                                     | 1                                                        | 2                                                        | 3                                                        | 4                                                        | 5                                                        |                                                          |
| -------------------------------------------------------- | -------------------------------------------------------- | -------------------------------------------------------- | -------------------------------------------------------- | -------------------------------------------------------- | -------------------------------------------------------- | -------------------------------------------------------- |
| Nummer                                                   | 39                                                       | 8                                                        | 8                                                        | 19                                                       | 36                                                       | uit                                                      |

## Tracklist
1. Freeek! 4:33
2. Freeek! (The Scumfrogs Mix) 6:41
3. Freeek! (Moogymen Mix) 8:29